# Celeste Ascencio Ortega
Reyna Celeste Ascencio Ortega (Michoacán, México; 5 de enero de 1993) es una activista, académica, abogada y política mexicana de etnia indígena purépecha, miembro de Morena y luchadora por la defensa de los derechos LGBT, de la mujer y de los jóvenes. Desde el 1 de septiembre de 2018 es diputada federal en la LXIV y LXV Legislaturas.

## Biografía

### Primeros años y vida académica
Estudió la licenciatura en Derecho y Ciencias Sociales en la Universidad Michoacana de San Nicolás de Hidalgo.
Formó parte del proyecto de investigación «Estudios de Pueblos Indígenas en la Actualidad» como parte del XIX Verano de la Investigación Científica y Tecnológica del Pacífico 2014 en la temática «Consejos Indígenas: Representatividad y Negociaciones Políticas», en el campus León de la Universidad de Guanajuato, México. 
Participó en el proyecto de investigación «Protección Internacional de la Familia, caso Particular de las Familias Homoparentales en la República Argentina y México» como parte del XX Verano de la Investigación Científica y Tecnológica del Pacífico 2015 en la Facultad de Derecho de la Universidad de Buenos Aires Argentina.
Colaboró en el proyecto de investigación «Transferencia de Conocimientos de Empresas Extranjeras a Empresarios del sector aguacatero de la Región de La Meseta Purépecha de Michoacán y sus impactos ambientales», como parte del 5.º verano nicolaita de investigación en 2016, en Facultad de Contaduría y Ciencias Administrativas de la Universidad Michoacana de San Nicolás de Hidalgo.

### Trayectoria política
Fundadora del Partido Morena en el municipio de Paracho. Se ha desempeñado como Secretaria Estatal de Diversidad Sexual en el Partido Movimiento de Regeneración Nacional en el Estado de Michoacán. Ha sido activista en diversas temáticas en materia de derechos humanos entre las que destacan la promoción y defensa de los derechos de las personas jóvenes, mujeres, pueblos originarios y de la diversidad sexual. Inició su participación política desde los 14 años de edad, sin embargo, debido a su trayectoria como activista, fue postulada como candidata directamente por el presidente de México Andrés Manuel López Obrador (AMLO) en la tercera posición de la lista de personas de candidatas a una Diputación por la vía de Representación Proporcional de la Quinta Circunscripción que registró el partido Morena. En su agenda política destaca la propuesta de la creación de un protocolo de atención para personas de la diversidad sexual en México, la participación de las mujeres en la vida política, el impulso de la juventud mexicana, así como apoyo a los pueblos originarios, promoviendo su cultura, tradiciones y sus idiomas. Promovió e impulsó la creación de la Comisión de Juventud y Diversidad Sexual, misma que preside actualmente. También es integrante de las comisiones de Atención a grupos vulnerables y Ciencia, tecnología e innovación de la LXIV Legislatura en la Cámara de Diputados.